# ローテンベルク
ローテンベルク (Rothenberg) はドイツ連邦共和国ヘッセン州オーデンヴァルト郡にかつて存在した町村である。2018年1月1日にベーアフェルデン、ヘッセネック、ゼンスバッハタールと合併してオーバーツェント市を形成した。

## 地理
ローテンベルクはオーデンヴァルト南部び標高200mから550m付近のベルクシュトラーセ＝オーデンヴァルト地質学・自然公園内に位置している。ネッカー川沿いのヒルシュホルンから北に5kmほどの距離である。首邑は町域の南部、標高430mに開墾された高地入植地で、その背後は森の豊かなヒルシュホルン高地である。町域は、ケンケンバッハ川の渓谷沿いに北西に長く延びている。

## 歴史
ローテンベルクは、1535年にオーバー＝ハインブルン村、ウンター＝フィンケンバッハ村およびモースブルンの代官権とともに皇帝からヒルシュホルン家にレーエンとして授けられた村として、「Rodenberg」の名で初めて文献上に記録されている。この所領は、ヒルシュホルン家が断絶した後、オットー・フォン・クロンベルクの所領となり、さらにクロンベルク伯家が1704年に断絶した後はデーゲンフェルト＝シャウムベルク男爵に与えられた。さらに1786年から1801年までこの所領の高権はエアバッハ＝フュルステナウ伯が獲得した。ライン同盟により、1806年にローテンベルクは、モースブルンを除くエアバッハ伯領とともにヘッセン＝ダルムシュタット大公領となった。1835年のローテンベルクの人口は1098人で、当時のラントラーツベツィルク（行政管区）内で3番目に大きな村であった。工業化にともなって交通路が整備されたが工業化は進まず、人口は減少していった。この町は、現在でも農業主体の町である。1971年にそれまで独立した町村であったオーバー＝フィンケンバッハとラウバッハが合併した。コーテルスヒュッテ集落とヒンターバッハ集落は18世紀に新しく入植した人達によって拓かれた集落であった。コーテルスヒュッテは、20世紀初めに州道が通り新しい住宅地となった後、保養地として発展した。ヒンターバッハは1930年代に鉱泉によって注目されるようになった。

## 文化財
ローテンベルクとこの町に属す地区は、文化財の豊かな地域である。1880年建造の古ルター派シュヴァルツェン教会や1883年建造のプロテスタント教区教会の他、ラウバッハ地区近郊のザウバッハ・フォルシュトハウスをはじめとする多くの木組み建築や、泉、境界石、シュテルシュタインライヘ（オーバー＝ハインブルン地区）などの小さな文化財がたくさんある。

## 経済と社会資本

### 交通
連邦道B37号線には5km離れたヒルシュホルンでアクセスする。連邦道B45号線には12km離れたベーアフェルデンでアクセスする。
鉄道は、ヒルシュホルンのライン＝ネッカー鉄道から利用する。ヒルシュホルンからは、ハイデルベルクへ約30分、モースバッハへ約30分、マンハイムへ約45分、ルートヴィヒスハーフェン・アム・ラインへは約50分である。